# West Point (Iowa)
West Point és una població dels Estats Units a l'estat d'Iowa. Segons el cens del 2000 tenia 980 habitants.

## Demografia
Segons el cens del 2000, West Point tenia 980 habitants, 426 habitatges, i 264 famílies. La densitat de població era de 652,4 habitants/km².
Dels 426 habitatges en un 26,3% hi vivien nens de menys de 18 anys, en un 53,8% hi vivien parelles casades, en un 6,6% dones solteres, i en un 37,8% no eren unitats familiars. En el 33,8% dels habitatges hi vivien persones soles el 18,8% de les quals corresponia a persones de 65 anys o més que vivien soles. El nombre mitjà de persones vivint en cada habitatge era de 2,19 i el nombre mitjà de persones que vivien en cada família era de 2,83.
Per edats la població es repartia de la següent manera: un 20,6% tenia menys de 18 anys, un 5,9% entre 18 i 24, un 24,3% entre 25 i 44, un 25,2% de 45 a 60 i un 24% 65 anys o més.
L'edat mediana era de 44 anys. Per cada 100 dones de 18 o més anys hi havia 85,7 homes.
La renda mediana per habitatge era de 38.409 $ i la renda mediana per família de 50.724 $. Els homes tenien una renda mediana de 36.797 $ mentre que les dones 22.750 $. La renda per capita de la població era de 27.289 $. Entorn del 4,6% de les famílies i el 4,4% de la població estaven per davall del llindar de pobresa.

## Poblacions més properes
El següent diagrama mostra les poblacions més properes.